# Justified & Stripped Tour
Justified & Stripped Tour è stato un tour congiunto dei cantanti Justin Timberlake e Christina Aguilera.
Il tour ha sostenuto il primo album solista di Timberlake, Justified, ed il secondo della Aguilera, Stripped. Ha toccato solo il Nord America, incassando 45 milioni di dollari in 45 spettacoli.
Per promuovere il tour è uscito un EP, Justin & Christina, contenente gli inediti That's What Love Can Do di Aguilera e Why, When, How di Timberlake, più dei remix delle hit più famose provenienti dai loro album.
I The Black Eyed Peas sono stati scelti come gruppo di supporto.

## Christina Aguilera
1. Stripped Intro (Video Introduction)
2. Dirrty
3. Get Mine, Get Yours
4. The Voice Within
5. Genie in a Bottle
6. Can't Hold Us Down
7. Make Over
8. Loving Me 4 Me (Video Interlude)
9. Impossible
10. At Last
11. I Prefer You
12. Lady Marmalade
13. Walk Away
14. Fighter
15. What a Girl Wants

Encore
1. Beautiful

## Justin Timberlake
1. Ghetto Blaster  (contiene elementi di Like I Love You, Girlfriend e Rock Your Body) (Video Introduction)
2. Rock Your Body
3. Right for Me
4. Gone/Girlfriend/Señorita (Medley)
5. Still On My Brain
6. Nothin' Else
7. Tap Dance (Dance Interlude)
8. Cry Me a River
9. Let's Take a Ride
10. Beat Box (Dance Interlude)
11. Last Night
12. Take It from Here

Encore
1. Like I Love You

## Date del tour
| Data              | Città           | Paese                 | Luogo                      |
| ----------------- | --------------- | --------------------- | -------------------------- |
| Nord America      |                 |                       |                            |
| 4 giugno 2003     | Phoenix         | Stati Uniti d'America | America West Arena         |
| 6 giugno 2003     | Oakland         | Stati Uniti d'America | Oracle Arena               |
| 8 giugno 2003     | Washington      | Stati Uniti d'America | Tacoma Dome                |
| 10 giugno 2003    | Portland        | Stati Uniti d'America | Rose Garden Arena          |
| 13 giugno 2003    | Sacramento      | Stati Uniti d'America | ARCO Arena                 |
| 14 giugno 2003    | San Jose        | Stati Uniti d'America | HP Pavilion at San Jose    |
| 16 giugno 2003    | Los Angeles     | Stati Uniti d'America | Staples Center             |
| 17 giugno 2003    | Los Angeles     | Stati Uniti d'America | Staples Center             |
| 20 giugno 2003    | Los Angeles     | Stati Uniti d'America | Staples Center             |
| 21 giugno 2003    | Las Vegas       | Stati Uniti d'America | MGM Grand                  |
| 23 giugno 2003    | Denver          | Stati Uniti d'America | Pepsi Center               |
| 25 giugno 2003    | Oklahoma City   | Stati Uniti d'America | Ford Center                |
| 26 giugno 2003    | Dallas          | Stati Uniti d'America | American Airlines Center   |
| 28 giugno 2003    | San Antonio     | Stati Uniti d'America | SBC Center                 |
| 29 giugno 2003    | Houston         | Stati Uniti d'America | Compaq Center              |
| 5 luglio 2003     | St. Louis       | Stati Uniti d'America | Savvis Center              |
| 6 luglio 2003     | Little Rock     | Stati Uniti d'America | Alltel Arena               |
| 8 luglio 2003     | New Orleans     | Stati Uniti d'America | New Orleans Arena          |
| 9 luglio 2003     | Bossier City    | Stati Uniti d'America | CenturyTel Center          |
| 11 luglio 2003    | Memphis         | Stati Uniti d'America | Pyramid Arena              |
| 12 luglio 2003    | Atlanta         | Stati Uniti d'America | Philips Arena              |
| 14 luglio 2003    | Tampa           | Stati Uniti d'America | St. Pete Times Forum       |
| 15 luglio 2003    | Orlando         | Stati Uniti d'America | TD Waterhouse Centre       |
| 16 luglio 2003    | Fort Lauderdale | Stati Uniti d'America | Office Depot Center        |
| 22 luglio 2003    | Rosemont        | Stati Uniti d'America | Allstate Arena             |
| 22 luglio 2003    | Hartford        | Stati Uniti d'America | Hartford Civic Center      |
| 23 luglio 2003    | Chicago         | Stati Uniti d'America | United Center              |
| 25 luglio 2003    | Auburn Hills    | Stati Uniti d'America | The Palace of Auburn Hills |
| 26 luglio 2003    | Cincinnati      | Stati Uniti d'America | US Bank Arena              |
| 28 luglio 2003    | Pittsburgh      | Stati Uniti d'America | Mellon Arena               |
| 29 luglio 2003    | Toronto         | Canada                | Air Canada Center          |
| 31 luglio 2003    | Toronto         | Canada                | Air Canada Center          |
| 1º agosto 2003    | Buffalo         | Stati Uniti d'America | HSBC Arena                 |
| 3 agosto 2003     | Columbus        | Stati Uniti d'America | Schottenstein Center       |
| 5 agosto 2003     | Boston          | Stati Uniti d'America | Fleet Center               |
| 6 agosto 2003     | Boston          | Stati Uniti d'America | Fleet Center               |
| 8 agosto 2003     | Filadelfia      | Stati Uniti d'America | First Union Center         |
| 18 agosto 2003    | Uniondale       | Stati Uniti d'America | Nassau Coliseum            |
| 19 agosto 2003    | Uniondale       | Stati Uniti d'America | Nassau Coliseum            |
| 20 agosto 2003    | East Rutherford | Stati Uniti d'America | Continental Airlines Arena |
| 23 agosto 2003    | Albany          | Stati Uniti d'America | Pepsi Arena                |
| 25 agosto 2003    | Washington      | Stati Uniti d'America | MCI Center                 |
| 31 agosto 2003    | Indianapolis    | Stati Uniti d'America | Conseco Fieldhouse         |
| 1º settembre 2003 | Milwaukee       | Stati Uniti d'America | Bradley Center             |
| 2 settembre 2003  | Saint Paul      | Stati Uniti d'America | Xcel Energy Center         |